# Baris (bateau)
Pour les articles homonymes, voir Baris.
Un baris (grec ancien : βᾶρις, copte : ⲃⲁⲁⲣⲉ bari) est un type de navire égyptien antique, dont la méthode de construction unique a été décrite par Hérodote. Les archéologues et les historiens n'ont pu trouver aucune confirmation de sa description jusqu'à la découverte des vestiges d'un tel navire dans les eaux autour de Thônis-Héracléion dans la baie d'Aboukir en 2003.
Le navire, connu sous le nom de « navire 17 », le premier des soixante-trois navires découverts à Thônis-Héracléion, mesure jusqu'à vingt-huit mètres de long. Il a été construit à l'aide d'une technique inhabituelle consistant à assembler d'épaisses planches de bois et possédait un mécanisme de direction particulier avec un gouvernail axial traversant la coque,. Les travaux archéologiques sous-marins ont été réalisés par l'Institut européen d'archéologie sous-marine, et les résultats sont publiés dans un livre d'Alexander Belov pour le Centre d'archéologie maritime d'Oxford,.

## Description d'Hérodote
« Les navires utilisés en Égypte pour le transport des marchandises sont faits d'Acantha (épine), un arbre dont la croissance ressemble beaucoup à celle du lotus de Cyrénaïque, et d'où s'échappe une gomme. Ils coupent une quantité de planches d'environ deux coudées de long dans cet arbre, puis procèdent à la construction du bateau, disposant les planches comme des briques et les attachant par des liens à un certain nombre de longs piquets ou poteaux jusqu'à ce que la coque soit complète, lorsqu'ils posent les planches transversales sur le dessus, d'un côté à l'autre. Les bateaux n'ont pas de membrures, mais ils calfeutrent les coutures avec du papyrus à l'intérieur. Chaque bateau est équipé d'un seul gouvernail, qui est enfoncé directement dans la quille. Le mât est un morceau de bois d'acanthe et les voiles sont faites de papyrus. Ces bateaux ne peuvent avancer à contre-courant que s'il y a une forte brise ; ils sont donc remorqués en amont du rivage ; en aval, ils sont gérés de la manière suivante. Chaque embarcation est munie d'un radeau fait de bois de tamaris, attaché par une toile de roseaux, et d'une pierre percée au milieu, d'un poids d'environ deux talents. Le radeau est attaché au navire par une corde, et on le laisse flotter sur le courant à l'avant, tandis que la pierre est attachée par une autre corde à l'arrière. Il en résulte que le radeau, poussé par le courant, descend rapidement la rivière et entraîne le "baris" (c'est ainsi qu'on appelle ce type de bateau) à sa suite, tandis que la pierre, qui est entraînée dans le sillage du bateau et se trouve profondément enfoncée dans l'eau, maintient le bateau en ligne droite. Il y a un grand nombre de ces bateaux en Égypte, et certains d'entre eux ont une charge de plusieurs milliers de talents. »

— Hérodote, Histoires, 2.96

## Étymologie
Certains étymologistes et linguistes émettent l'hypothèse que le mot français barge, d'où est dérivé le mot anglais barge, ainsi que le mot espagnol barco et le mot italien barca pourraient être dérivés du latin barica, qui vient du mot baris, lui-même issu du grec (grec ancien : βᾶρις (bâris), ce qui fait que l'italien barca, le français et l'anglais barge, et l'espagnol barco sont tous liés au mot baris. En outre, le Online Etymology Dictionary suggère qu'il est traditionnellement lié au celtique par, lui-même peut-être issu du gaulois, d'où est dérivé le nom des Parisii, la tribu celtique qui a donné son nom à la ville de Paris ; cet argument, cependant, est étymologiquement douteux ; avec plusieurs autres hypothèses enregistrées, y compris celle d'Alfred Holder qui le relie aux Parisii au radical pario.